# Mathieu Carle
Pour les articles homonymes, voir Carle.
Mathieu Carle (né le 30 septembre 1987 à Buckingham, Québec au Canada) est un joueur professionnel canadien de hockey sur glace.

## Carrière de joueur
Après quatre saisons dans la Ligue de hockey junior majeur du Québec avec le Titan d'Acadie-Bathurst et les Huskies de Rouyn-Noranda, il se joint aux Bulldogs de Hamilton de la Ligue américaine de hockey. Cette équipe est le club école des Canadiens de Montréal, qui a sélectionné ce joueur en 2006. Il participe avec l'équipe LHJMQ au Défi ADT Canada-Russie en 2005 et 2006.
En septembre 2008, alors qu'il participait au camp d'entraînement du Canadien de Montréal, il subit une dure mise en échec de Tomáš Kopecký entraînant une commotion cérébrale qui lui fit rater le début de la saison.
Le 3 novembre 2009, à la suite d'une blessure au défenseur Hal Gill, il prend la place de celui-ci dans la formation en jouant son premier match en carrière avec les Canadiens face aux Thrashers d'Atlanta.
Le 15 juillet 2011, il est échangé des Canadiens de Montréal à Syracuse Crunch pour le défenseur Mark Mitera. Après avoir passé la saison 2011–12 avec la filiale des Ducks d'Anaheim, les Syracuse Crunch de LAH, Carle signe un contrat d'une année avec le club de Lettonie, les Dinamo Riga de KHL le 2 mai 2012.
Le 15 janvier 2013, après 34 matchs en KHL, Carle est transféré au Genève-Servette HC jusqu'à la fin de la saison 2012-2013 de LNA.

## Statistiques
| Saison    | Équipe                   | Ligue |    | Saison régulière | Saison régulière | Saison régulière | Saison régulière | Saison régulière |   | Séries éliminatoires | Séries éliminatoires | Séries éliminatoires | Séries éliminatoires | Séries éliminatoires |
| Saison    | Équipe                   | Ligue | PJ | B                | A                | Pts              | Pun              | PJ               | B | A                    | Pts                  | Pun                  |                      |                      |
| 2003-2004 | Titan d'Acadie-Bathurst  | LHJMQ | 59 | 11               | 12               | 23               | 57               | -                | - | -                    | -                    | -                    |                      |                      |
| 2004-2005 | Titan d'Acadie-Bathurst  | LHJMQ | 69 | 4                | 29               | 33               | 53               | -                | - | -                    | -                    | -                    |                      |                      |
| 2005-2006 | Titan d'Acadie-Bathurst  | LHJMQ | 67 | 18               | 51               | 69               | 122              | 17               | 1 | 14                   | 15                   | 29                   |                      |                      |
| 2006-2007 | Titan d'Acadie-Bathurst  | LHJMQ | 38 | 12               | 39               | 51               | 52               | -                | - | -                    | -                    | -                    |                      |                      |
| 2006-2007 | Huskies de Rouyn-Noranda | LHJMQ | 25 | 4                | 15               | 19               | 27               | 16               | 6 | 10                   | 16                   | 16                   |                      |                      |
| 2007-2008 | Bulldogs de Hamilton     | LAH   | 64 | 7                | 17               | 24               | 43               | -                | - | -                    | -                    | -                    |                      |                      |
| 2008-2009 | Bulldogs de Hamilton     | LAH   | 59 | 7                | 22               | 29               | 43               | 6                | 0 | 2                    | 2                    | 4                    |                      |                      |
| 2009-2010 | Bulldogs de Hamilton     | LAH   | 31 | 5                | 10               | 15               | 26               | 1                | 0 | 0                    | 0                    | 0                    |                      |                      |
| 2009-2010 | Canadiens de Montréal    | LNH   | 3  | 0                | 0                | 0                | 4                | -                | - | -                    | -                    | -                    |                      |                      |
| 2010-2011 | Bulldogs de Hamilton     | LAH   | 68 | 11               | 18               | 29               | 44               | 19               | 3 | 9                    | 12                   | 8                    |                      |                      |
| 2011-2012 | Crunch de Syracuse       | LAH   | 72 | 6                | 31               | 37               | 39               | 4                | 0 | 3                    | 3                    | 0                    |                      |                      |
| 2012-2013 | Dinamo Riga              | KHL   | 34 | 3                | 2                | 5                | 39               | -                | - | -                    | -                    | -                    |                      |                      |
| 2012-2013 | Genève-Servette HC       | LNA   | 12 | 0                | 1                | 1                | 2                | 7                | 0 | 3                    | 3                    | 14                   |                      |                      |
| 2013-2014 | KHL Medveščak            | KHL   | 36 | 4                | 13               | 17               | 41               | -                | - | -                    | -                    | -                    |                      |                      |
| 2014-2015 | KHL Medveščak            | KHL   | 45 | 1                | 18               | 19               | 38               | -                | - | -                    | -                    | -                    |                      |                      |
| 2014-2015 | KHL Medveščak            | KHL   | 60 | 18               | 18               | 36               | 22               | -                | - | -                    | -                    | -                    |                      |                      |
| 2015-2016 | Adler Mannheim           | DEL   | 47 | 3                | 21               | 24               | 26               | 2                | 0 | 0                    | 0                    | 0                    |                      |                      |
| 2016-2017 | Adler Mannheim           | DEL   | 32 | 4                | 18               | 22               | 10               | 5                | 0 | 0                    | 0                    | 2                    |                      |                      |
| 2017-2018 | Adler Mannheim           | DEL   | 38 | 1                | 14               | 15               | 12               | 10               | 0 | 4                    | 4                    | 4                    |                      |                      |
| 2018-2019 | EHC Linz                 | EBEL  | 17 | 1                | 6                | 7                | 4                | 4                | 1 | 0                    | 1                    | 10                   |                      |                      |